# Gros grain

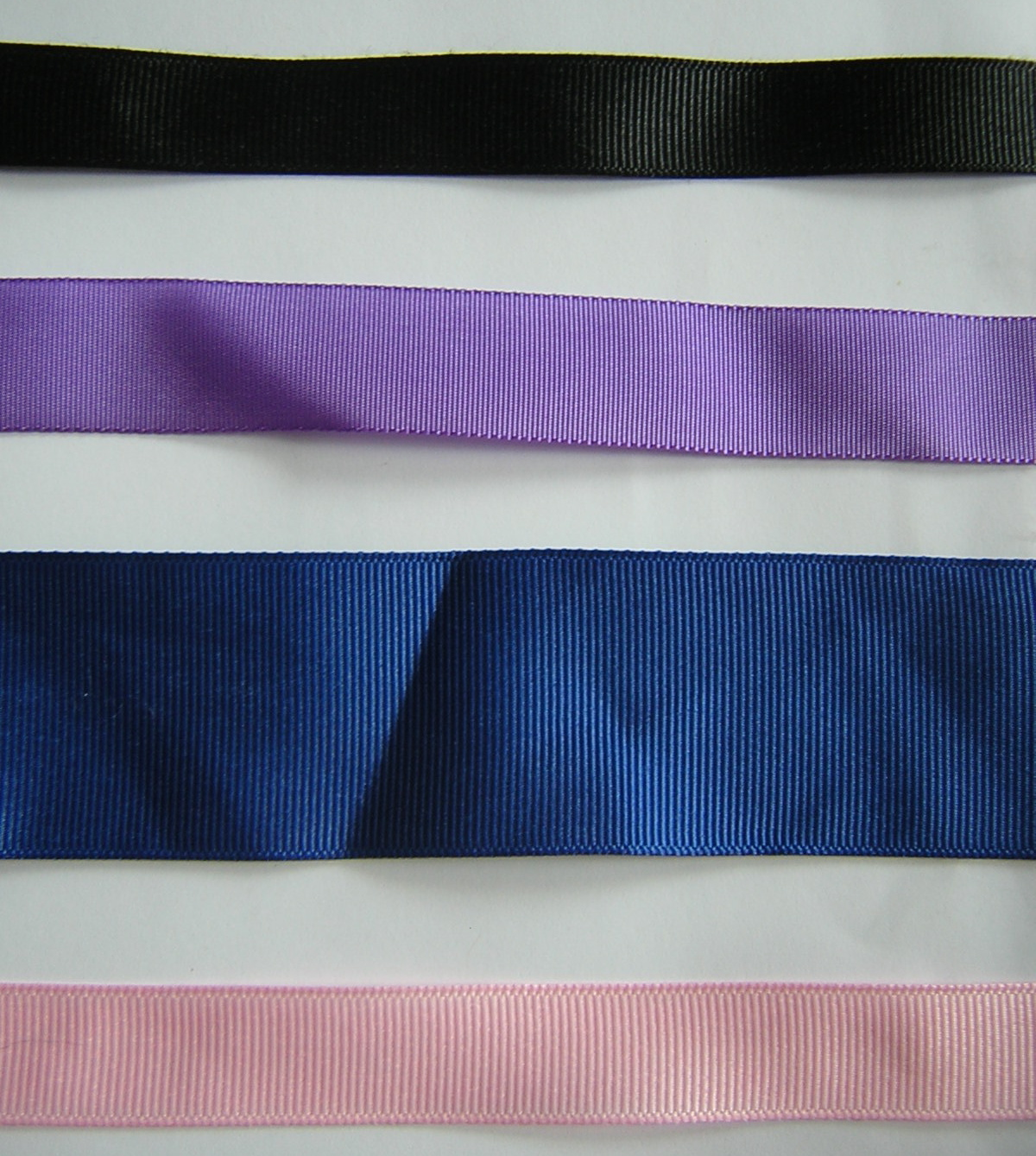
Nastri in gros grain

Il gros grain, adattato in italiano in grogrè, è un tessuto in tinta unita a dominante d'ordito, detto anche canneté o cannellé.

## Etimologia
Il suo nome viene dal francese e significa grana grossa, si pronuncia grogrèn (pronuncia francese: gro'grɛ̃).
È un reps d'ordito che si ottiene con una armatura a tela. I fili di ordito, in materiale lucido e ben ritorti, sono molto più sottili di quello di trama e hanno una densità molto più alta rispetto a questa. Il filo di trama è grosso e di materiale differente da quello dell'ordito, non si vede se non al bordo della cimosa, dove gira per formare la riga seguente. Il risultato è un tessuto dove l'ordito copre completamente la trama, segnato da sottili rigature orizzontali in rilievo, compatto e rigido in un senso, di aspetto lucido e fine, identico sul diritto e sul rovescio.
Si realizza con filati sottili in seta, rayon o altre fibre sintetiche per l'ordito, che danno la mano lucida, e in cotone, più grosso, per la trama.
Prodotto in pezza è adatto all'abbigliamento femminile, si utilizza per abiti, gonne, giacche; prodotto in nastro, di varie altezze, serve per finiture come rinforzo e guarnizione in sartoria.